# Isabel Hoving
Isabel Hoving (Amsterdam, 1955) è una scrittrice olandese, nota soprattutto come autrice del romanzo fantasy per ragazzi La compagnia del gatto volante (titolo originale: De gevleugelde kat, reso in lingua inglese come The Dream Merchant).

## Opere
- La compagnia del gatto volante (De gevleugelde kat, 2002), traduzione di Paolo Scopacasa, Salani, 2007. ISBN 978-88-8451-649-7.